# Golf de Guayaquil
El Golf de Guayaquil és l'entrant d'aigua més gran de l'oceà Pacífic a Sud-amèrica. Els seus extrems es fixen al Cap Blanc al Perú i a la Punta de Santa Elena a l'Equador, cobrint una distància de 230 km. El seu nom fou donat per la ciutat de Guayaquil, la qual és la més gran que se situa a la seva regió. El seu fons varia des dels 65m cap al sud-oest de l'illa Santa Clara, 95m cap al nord-est de la mateixa illa, i 14 i 3m davant de Santiago de Guayaquil. Les vores són baixes i generalment pantanoses.
Al golf de Guayaquil hi ha tretze illes i alguns illots. L'illa Punà, anomenada Santiago pels espanyols al segle xvi, és la més gran, amb 920 km². A 19 km s'hi troba l'illa Santa Clara, anomenada també illa del Mort o illa de l'Amortajado. A l'Estero Salado, que creua la ciutat de Guayaquil s'hi troba la famosa illa Trinitària, llar de gent molt pobre, a més de les illes Santa Anna, Bellavista i Escalante. Al riu Guayas hi ha les illes Sabana Gran i Petita, Chupadores, Verde, Matorrillos, Mondragon, De los Ingleses, Malabrigo, Masa i l'illa Santay, ubicada davant de Guayaquil.